# Солонеченське сільське поселення
Солоне́ченське сільське поселення (рос. Солонеченское сельское поселение) — сільське поселення у складі Газімуро-Заводського району Забайкальського краю Росії.
Адміністративний центр — населений пункт Рудник Солонечний.

## Історія
Село Солонечний було утворено 2013 року шляхом виділення зі складу населеного пункту Рудник Солонечний, 2018 року — перейменовано у Верхнє Солонечне.

## Населення
Населення сільського поселення становить 597 осіб (2019; 719 у 2010, 898 у 2002).

## Склад
До складу сільського поселення входять:
| Населений пункт                    | Населення, осіб (2002) | Населення, осіб (2010) |
| ---------------------------------- | ---------------------- | ---------------------- |
| Верхнє Солонечне, село             | -                      | -                      |
| Рудник Солонечний, населений пункт | 832                    | 688                    |
| Солонці, село                      | 66                     | 31                     |